# 럭키 에어
럭키 에어(중국어: 祥鹏航空公司, 영어: Lucky Air)는 중화인민공화국의 항공사로 윈난성 쿤밍시에 본부를 두고 있으며, 2004년에 설립되었다. 2004년에 설립 초기에 스린 항공(영어: Shilin Airlines)이란 사명을 사용했으나 2005년에 현재의 사명으로 변경했다.

## 보유 기종
- 2020년 10월 기준으로 럭키 에어는 다음과 같은 기종을 보유하고 있다.